# روان‌شناسی هنر
تئودور لیپس
روان‌شناسی هنر یک رشتهٔ میان‌رشته‌ای است که به مطالعهٔ ادراک و شناخت ویژگی‌های هنری و تولید آن می‌پردازد. استفاده از هنر به‌عنوان شکلی از روان‌درمانی، مربوط به هنردرمانی است. روان‌شناسی هنر مربوط به روان‌شناسی محیط است.
کار تئودور لیپس، روان‌شناس و فیلسوف آلمانی، نقش مهمی در توسعه اولیه مفهوم هنر روان‌شناسی که در اوایل دهه دوم قرن بیستم بود. مهم‌ترین سهم او در این رابطه تلاش برای نظریه‌پردازی سؤال از Einfuehlung یا «همدلی» بود یک اصطلاح که بعداً تبدیل به یک عنصر کلیدی در بسیاری از تئوری‌های هنر روان‌شناسی شد.

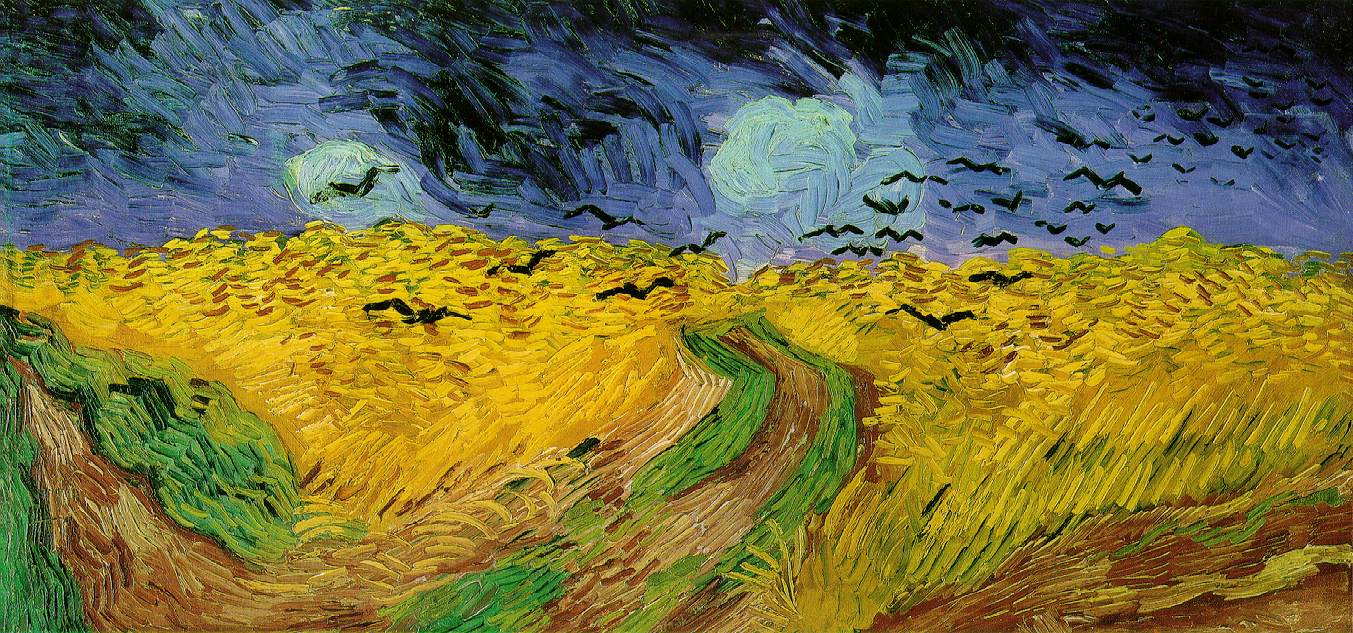
ونسان ون گوگ ژوئیه سال ۱۸۹۰ Wheatfield با کلاغ‌ها. حس زندگی این هنرمند آینده به پایان برسد.

## تاریخچه

### ۱۸۸۰–۱۹۵۰
هاینریش وولفین مورخ و منتقد سویسی یکی از اولین کسانی بود که به ادغام روان‌شناسی با تاریخ هنر پرداخت پایان‌نامه او با موضوع Prolegomena zu einer Psychologie der Architektur (1886) نشان می‌دهد که معماری می‌تواند از یک نقطه نظر صرفاً روان‌شناسی (به عنوان مخالف به یک تاریخی-progressivist) درک شود.
فرد دیگری که نقش مهمی در توسعه هنر روان‌شناسی بود ویلهلم ورینگر بود که برخی از قدیمی‌ترین توجیهات نظری برای اکسپرسیونیست هنر را فراهم کرد. روان‌شناسی هنر (۱۹۲۵) توسط لو ویگوتسکی (۱۸۹۶–۱۹۳۴) یکی دیگر از کارهای کلاسیک است. ریچارد مولر-فراینفلس فرد مهم دیگری در نظریه‌پردازی هنر بود.